# تپه شاه‌قلی
تپه شاه قلی مربوط به هزاره اول قبل از میلاد است و در شهرستان کامیاران، بخش مرکزی، روستای کوبگار واقع شده و این اثر در تاریخ ۱۰ دی ۱۳۸۱ با شمارهٔ ثبت ۶۹۰۵ به‌عنوان یکی از آثار ملی ایران به ثبت رسیده است.